# Regeringsjubilæet
|  | Denne artikel er oprettet af botten Steenthbot ud fra en ekstern database. Den kan derfor have sproglige fejl eller mangler. Denne skabelon kan fjernes efter kontrol af indholdet. |

Regeringsjubilæet er en dansk dokumentarisk optagelse fra 1937.

## Handling
Kong Christian X's 25 års regeringsjubilæum fejres i et festpyntet København. Det er den 15. maj 1937.

## Medvirkende
- Kong Christian X
- Dronning Alexandrine
- Kong Frederik IX
- Dronning Ingrid